# Forschungsseminar

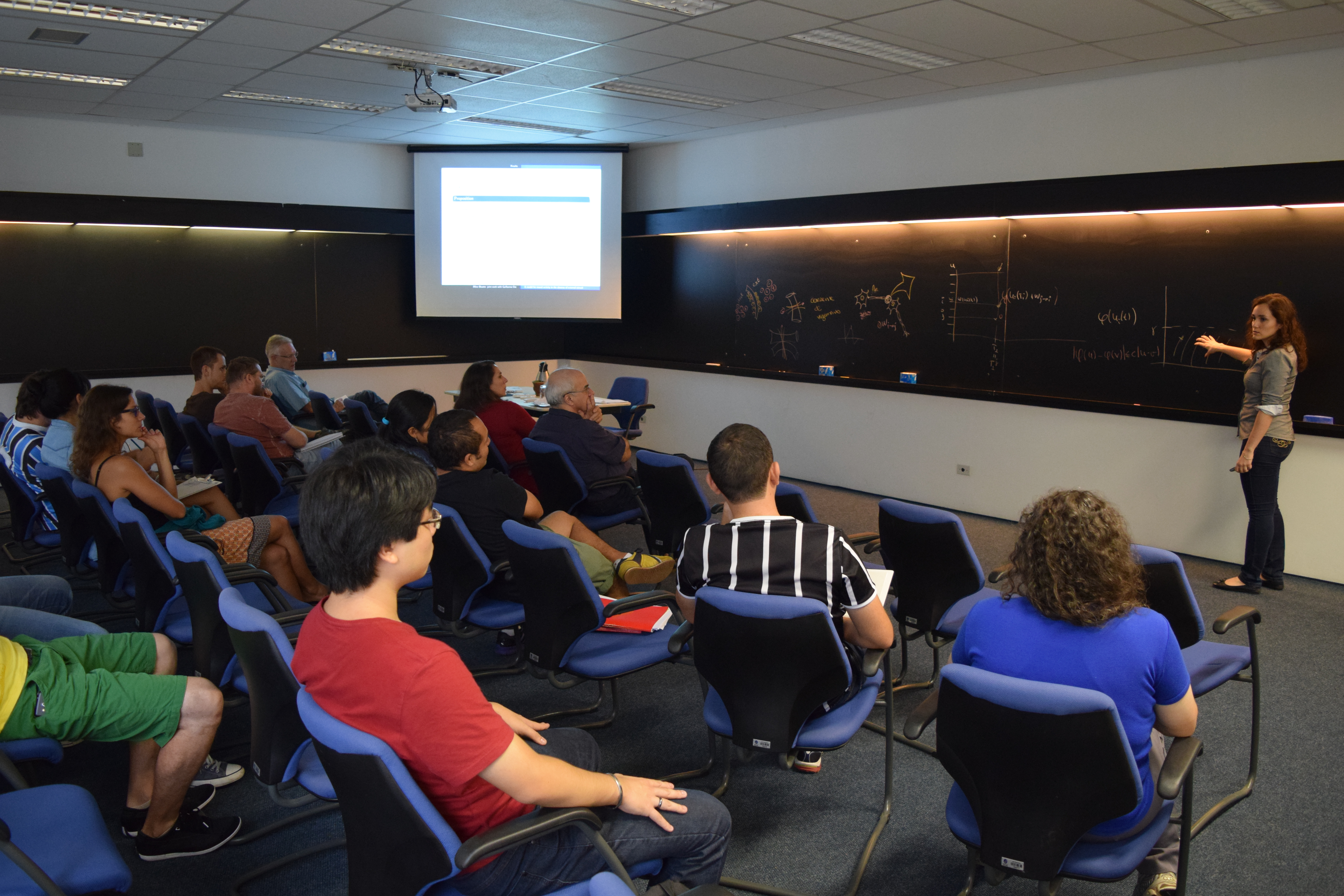
Forschungsseminar am Cepid NeuroMat, Universität von São Paulo

Ein Forschungsseminar ist eine in der akademischen Forschung häufige Form der Präsentation von vorläufigen Forschungsergebnissen. In der Regel treten Universitäten und Forschungseinrichtungen als Gastgeber auf, während ein extern eingeladener Forscher eine noch unpublizierte Arbeit vorstellt. Forschungsseminare sind in allen Einzelwissenschaften üblich, jedoch in den Sozialwissenschaften häufiger verbreitet. Typischerweise wird der gastgebenden Institution in der Danksagung des später publizierten wissenschaftlichen Artikels gedankt.
Im Unterschied zu Seminaren liegt der Fokus nicht auf der Hochschulbildung, sondern auf dem Austausch von Ideen und Kritik zu der präsentierten Forschung. Aus diesem Grunde richten sich Forschungsseminare nicht an Studenten, sondern an andere Wissenschaftler der gastgebenden Institutionen.

## Bedeutung
Obwohl auch die anwesenden Forscher von neuer, noch unpublizierter Forschung erfahren, ist der Hauptzweck eines Forschungsseminars der freie Gedankenaustausch zur vorgestellten Arbeit. Forschungsseminare erhöhen somit tendenziell die Anzahl der Zitationen nach Veröffentlichung, als auch die Annahmewahrscheinlichkeit während des wissenschaftlichen Peer-Review-Prozesses. Es ist jedoch unklar, ob die Kritik der Anwesenden dem Autor nützt, oder der Autor sein Papier wegen des Seminars verbessert, um gut vor seinen Kollegen da zu stehen. Tatsächlich gibt es eine Reihe von Herausgeber von wissenschaftlichen Fachzeitschriften, die ihre Kollegen explizit zu Präsentationen in Forschungsseminaren animieren.